# Nockeby
Nockeby est un quartier du district de Bromma à Stockholm en Suède.

## Description
Nockeby est un quartier de Västerort qui fait partie de la cité-jardin de Bromma. 
Il a une superficie de 98 hectares.
Nockeby est limitrophe les quartiers de Nockebyhov, Olovslund et Höglandet et, de l'autre côté du lac Mälaren, de la commune d'Ekerö.
La zone a été mentionnée pour la première fois au XVème siècle, alors qu'elle était connue sous le nom de Nokkaby, le nom vient d'une personne nommée Nokka.

## Transports
Le Nockebybanan, qui circule aujourd'hui entre Nockeby et Alvik, faisait autrefois partie du réseau de tramway de Stockholm, supprimé en 1967. Après l'arrêt du service de tramway dans les zones du centre-ville, la voie à constitué son propre système distinct. 
L'itinéraire est toujours desservi par le numéro  avec des rames express modernes.

## Galerie

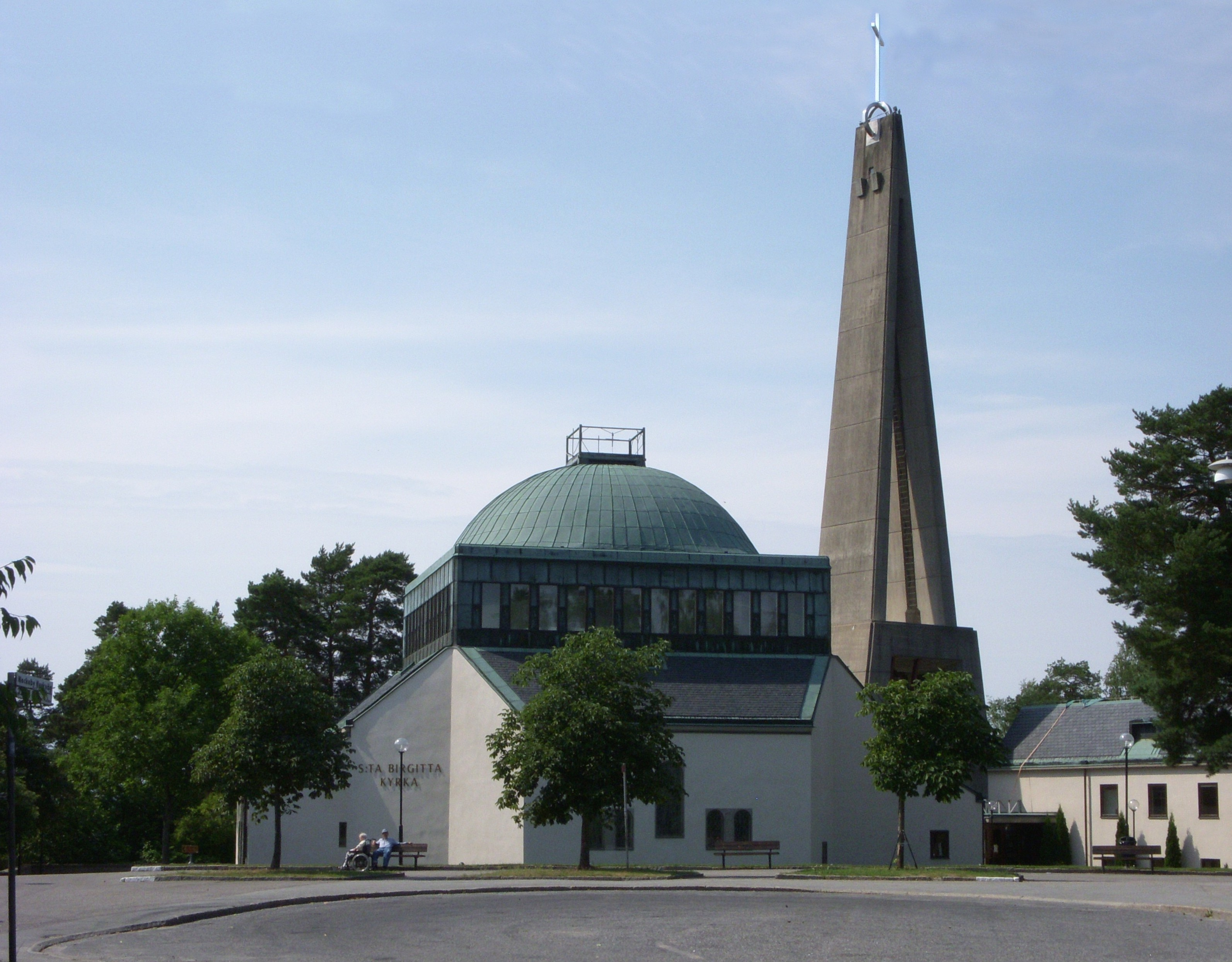
Église Sainte-Brigitte.
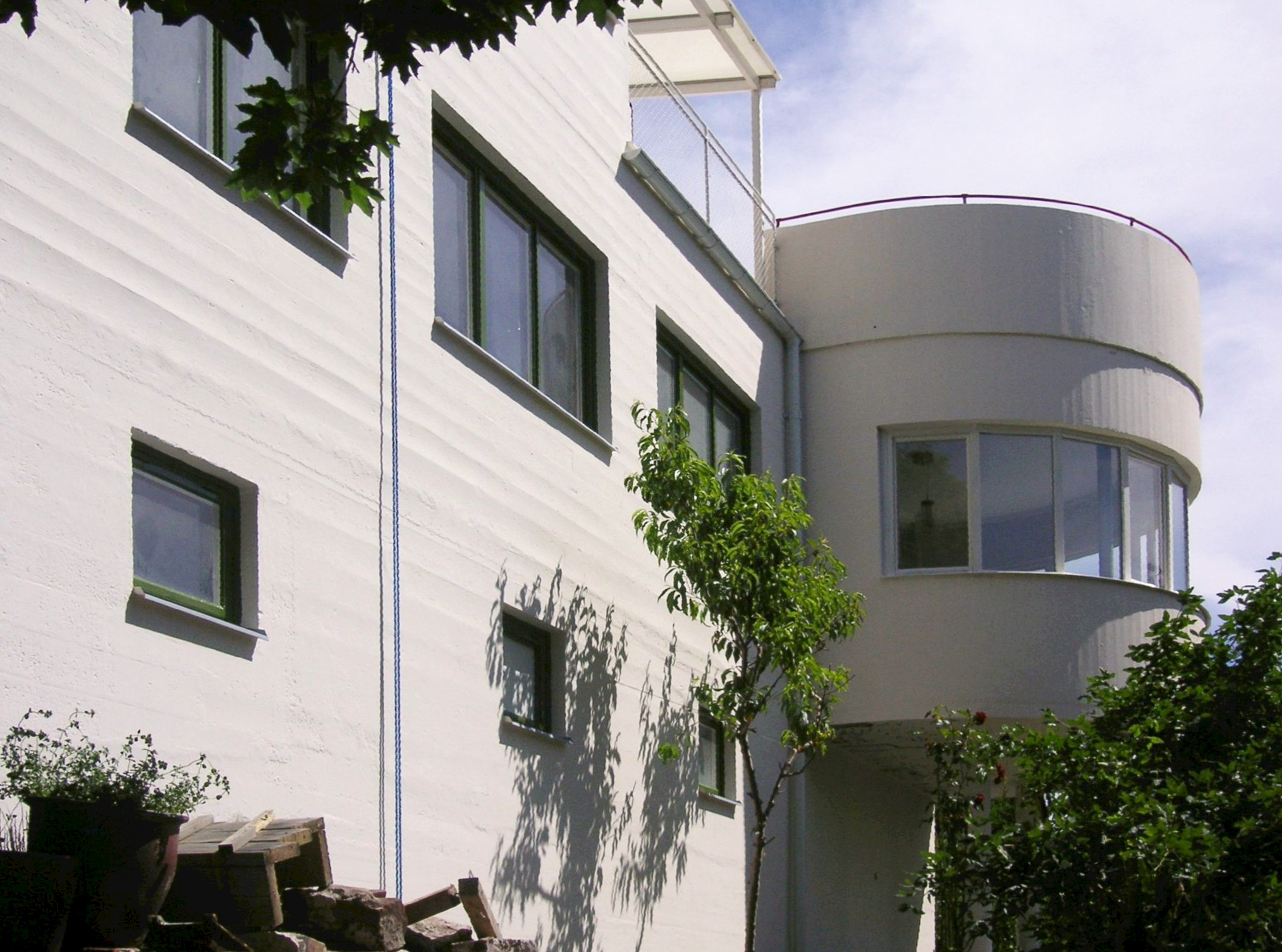
Villa Markelius.
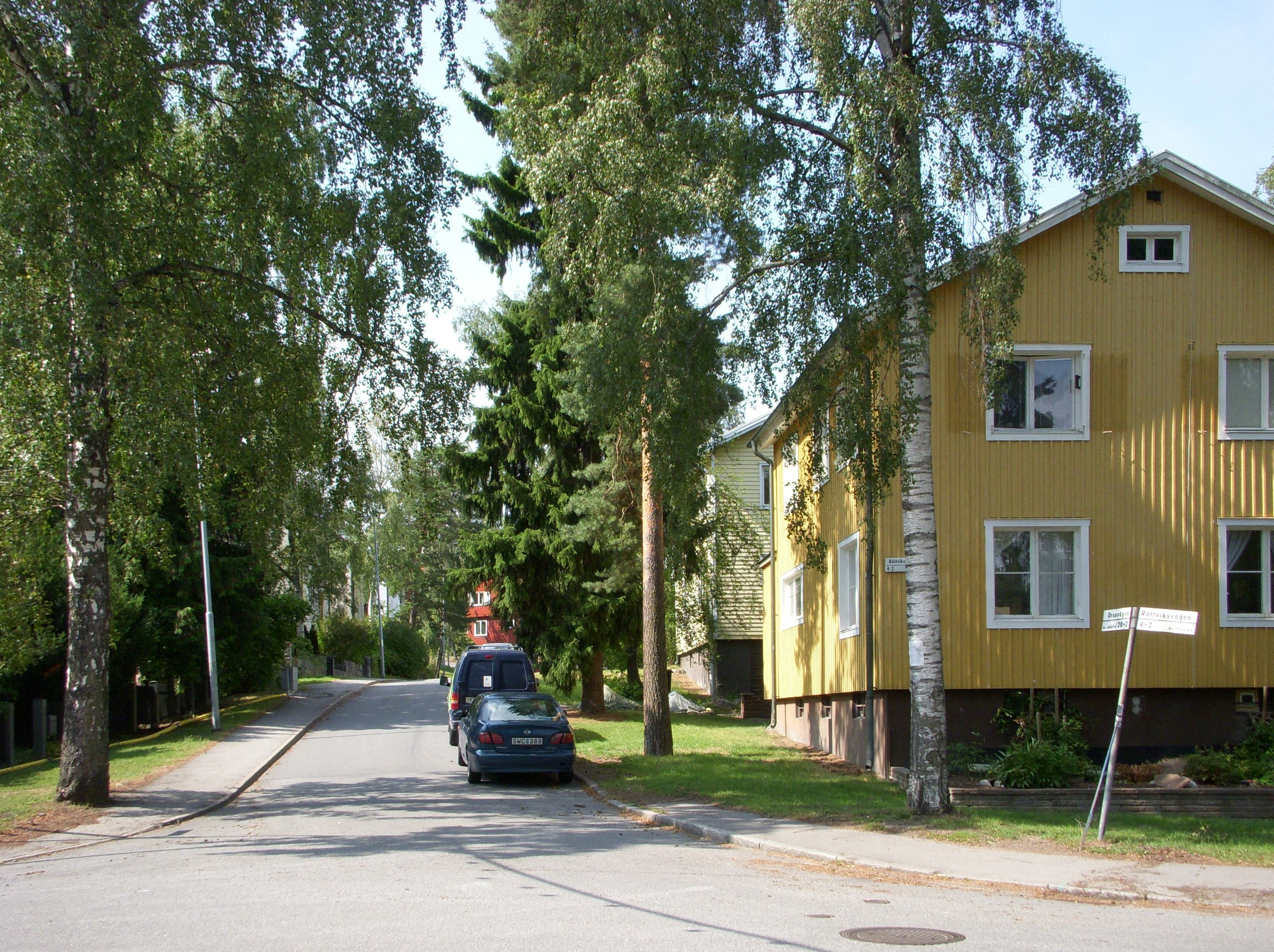
Orsavägen.
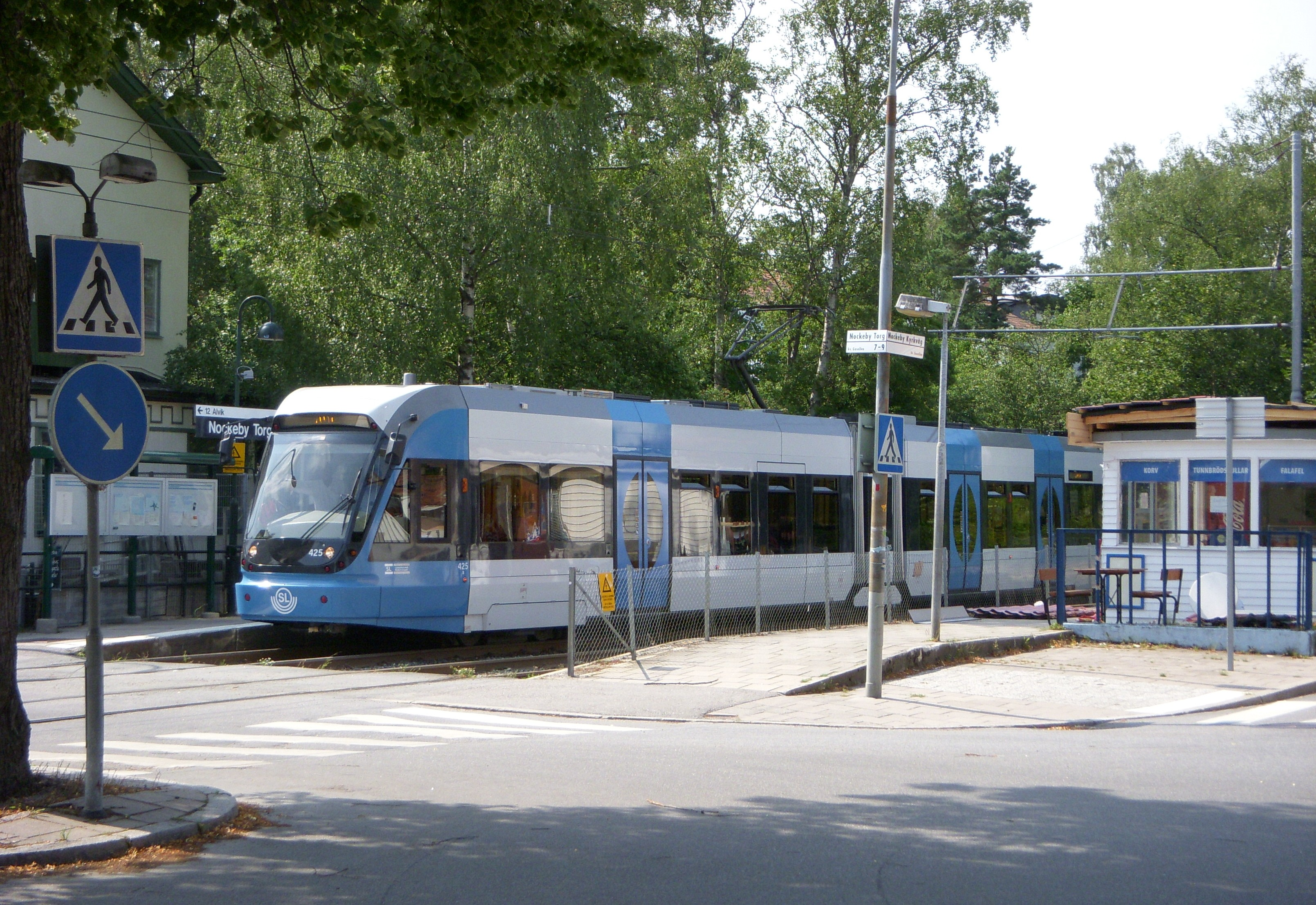
Lignes de tramway à Nockeby torg.
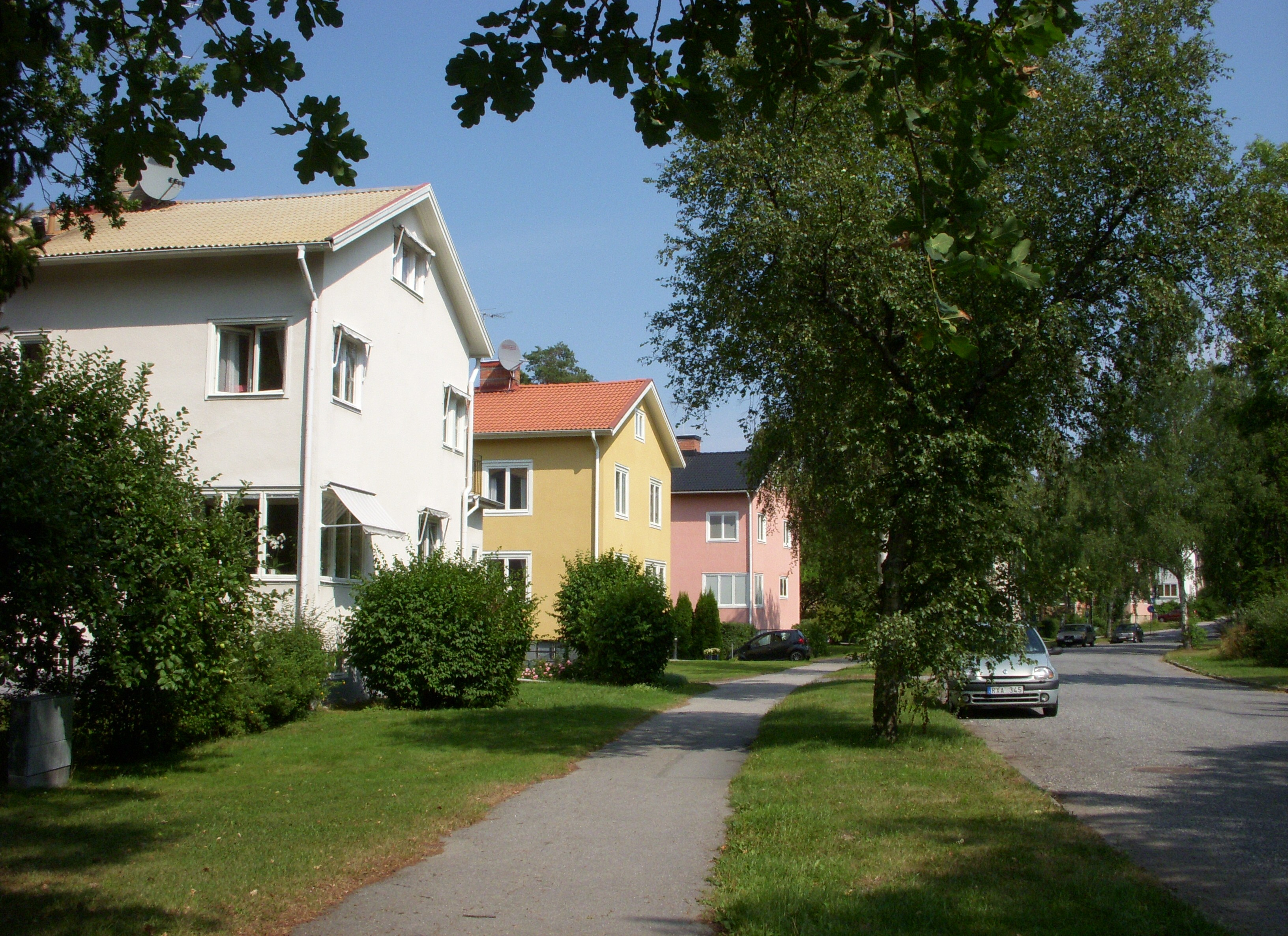
Nockeby kyrkväg.